# Ordres de grandeur de volume
Pour des articles plus généraux, voir Ordre de grandeur et volume.

Ordre de grandeur de 1 à 1000 des volumes.

Le tableau ci-dessous donne quelques ordres de grandeur de volume.

## Exemples de valeurs de volume
Notes :
- Les lignes dans le tableau représentent les puissances croissantes d'un litre.
- dam3 et hm3 sont les unités pour le décamètre

| Facteur (litre) | Multiple                                    | Valeur |
| --------------- | ------------------------------------------- | --- |
| 10-105          |                                             | 4 × 10-105 m3 est le volume de Planck                                                                           |
| 10-45           | --                                          | Volume d'un proton                                                                                              |
| 10-33           | --                                          | Volume d'un atome d'hydrogène (6,54 × 10-32 m3)                                                                 |
| 10-30           | 1 quectolitre                               | |
| 10-27           | 1 rontolitre                                | |
| 10-24           | 1 yoctolitre                                | |
| 10-21           | 1 zeptolitre                                | |
| 10-18           | 1 attolitre                                 | Volume d'un virus typique (5 attolitres)                                                                        |
| 10-15           | 1 femtolitre                                | |
| 10-12           | 1 picolitre                                 | Un petit grain de sable (0,063 mm de diamètre, 3 microgrammes, 130 picolitres)                                  |
| 10-9            | 1 nanolitre                                 | Un grain de sable moyen (0,5 mm de diamètre, 1,5 milligramme, 62 nanolitres)                                    |
| 10-6            | 1 microlitre (1 milliardième de mètre cube) | Un gros grain de sable (2,0 mm de diamètre, 95 milligrammes, 4 microlitres)                                     |
| 10-3            | 1 millilitre (1 centimètre cube)            | 1 cuillère à café = de 3,55 ml à 5 ml 1 cuillère à soupe = de 14,2 ml à 20 ml 1 quart U.S. = 0,95 litre ;       |
| 100             | 1 litre (1 décimètre cube)                  | 1 kg d'eau 0,5-4 litres Volume d'un estomac                                                                     |
| 103             | 1 kilolitre (1 mètre cube)                  | Un réservoir de carburant pour un avion turbopropulseur à 12 passagers.                                         |
| 106             | 1 mégalitre (1 000 mètres cubes)            | Une piscine olympique, de 25 mètres par 50 mètres par 2 mètres de profondeur, contient au moins 2,5 mégalitres. |
| 109             | 1 gigalitre                                 | -- |
| 1012            | 1 téralitre (1 kilomètre cube)              | Volume du lac Mead (Barrage Hoover) = 35,2 km3 Volume de pétrole sur Terre = ~300 km3                           |
| 1015            | 1 pétalitre                                 | Volume du lac Supérieur = 12 232 km3                                                                            |
| 1018            | 1 exalitre                                  | Volume de l'eau dans tous les océans de la Terre = 1,3 × 1018m3                                                 |
| 1021            | 1 zettalitre                                | Volume de la Terre = ~1 × 1021                                                                                  |
| 1024            | 1 yottalitre                                | Volume de Jupiter = ~1 × 1025                                                                                   |
| 1027            | 1 ronnalitre                                | Volume du Soleil = ~1 × 1027                                                                                    |
| 1030            | 1 quettalitre                               | Volume d'une géante rouge de même masse que le Soleil = ~5 × 1032                                               |
| 1033            | --                                          | Volume de Bételgeuse = ~2,75 × 1035                                                                             |
| 1054            | --                                          | Volume d'une petite galaxie naine du type de NGC 1705 = ~3 × 1055                                               |
| 1057            | --                                          | Volume d'une galaxie naine du type du Grand Nuage de Magellan = ~3 × 1058                                       |
| 1060            | --                                          | Volume d'une galaxie du type de la Voie lactée = ~3,3 × 1061                                                    |
| 1066            | --                                          | Volume du Groupe local = ~5 × 1068                                                                              |
| 1072            | --                                          | Volume du Superamas de la Vierge = ~4 × 1073                                                                    |
| 1081            | --                                          | Volume approximatif de l'univers observable 1,6 × 1081 m3                                                       |